# 未来の捕食動物
未来の捕食動物（みらいのほしょくどうぶつ、英：Future predator）は、イギリスのSFテレビドラマ『プライミーバル』に登場する、未来に生息する架空の捕食動物。番組のプロデューサーであったティム・ヘインズとエイドリアン・ホッジスが考案し、ダレン・ホーレイがデザインした。飛翔性を喪失した大型の翼手目の子孫であり、シリーズを通して複数回登場する。視聴者からは肯定的な評価を受け、また繰り返し登場していてかつ制止が困難であることから、一部の批評家から『プライミーバル』におけるダーレクと呼ばれている。

## 設定と制作
『プライミーバル』の中枢の物語は、現代と過去との間に発生して様々な先史時代の生物を流入させる、「時空の亀裂」または「アノマリー」と呼ばれるタイムポータルを中心に展開する。番組の制作中に本作のプロデューサーは、時空の亀裂が論理的には現代と未来とを同様に接続できるはずであると結論した。未来の捕食動物は翼手目の子孫にして飛翔性を失った大型の捕食動物であり、体サイズは直立時に身長2.5メートルに達する。平常時は四足歩行でナックルウォークを行うが、俊敏な走行や二足歩行も可能である。祖先の翼から進化した前肢が長く伸びており、跳躍や樹木・建造物へ登ることも可能である。狩猟行動を発達した高周波の反響定位に頼っており、目が退化している。 日本語版監修の冨田幸光によれば、第四紀完新世のように季節変化を伴う地球の気候が持続した場合には恒温動物である哺乳類が大型脊椎動物相において優勢であり、また哺乳類の大多数を占める齧歯目あるいは翼手目から進化的な動物食性動物が出現するとされ、本生物の進化が合理化されている。
本生物はシリーズのデジタルテクスチャ主任のダレン・ホーレイがデザインした。制作へ携わる中でホーレイが受けた説明は、未来の捕食動物が不吉な外見を持ちかつあまり非現実的でない二足歩行可能な四足歩行の生物というものであった。ホーレイは当該生物に目が存在しなければより奇妙になるであろうと判断した。捕食動物の当初のデザインは恐竜にインスパイアされた頭部を持つ爬虫類になる予定であったが、制作総指揮のティム・ヘインズからのフィードバックを受け、後に使用することになるより異様なデザインに変更された。未来の捕食動物のコンセプトはドゥーガル・ディクソンによる思弁進化に関する1981年の書籍『アフターマン』に登場する非飛翔性の大型の捕食性コウモリ（ナイトストーカー）にインスパイアされた可能性があり、ディクソン自身はダレン・ナイシュとの対談においてナイトストーカーがインスピレーションになったと考えていると述べている。他に考えられる本生物へのインスパイア元としては、他に『エイリアン』シリーズのエイリアン（デザインやエピソード中のショット）や、『プレデター』シリーズのプレデター（聴覚）がある。
第1章第6話「未知なる獣」でライオンを襲撃した際に現場に残った血痕からDNAが採取され、これ以降未来の捕食動物は翼手目の子孫としてシリーズを通して主張されているが、デザイン（特にボディプラン）は霊長目を強く想起させるものでもある。未来の捕食動物が翼手目から自然に進化した未来の子孫であるのか、あるいは生物工学により生み出されたものであるのかは、番組中で明確には明かされていない。翼手目だけでなくヒトとの繋がりも意図されている可能性があると示唆する批評家もいる。作中の時間軸にどのような変動が生じた場合でも未来の捕食動物が登場し続けているため、その起源も番組を通して変化している可能性がある。

## 登場
未来の捕食動物は『プライミーバル』第1章第6話「未知なる獣」で初登場を果たし、捕食者の一家がペルム紀への亀裂と現代のディーンの森への亀裂を経由して現代へ侵入した。つがいのうち雄個体はニック・カッター（演：ダグラス・ヘンシュオール）により射殺され、雌個体はペルム紀でゴルゴノプス類との戦闘で死亡し、両者の幼獣の多くもゴルゴノプス類に捕食された。未来の捕食動物は第2章第6話「罠」と第7話「陰謀の果て」に再登場し、ヘレン・カッター（演：ジュリエット・オーブリー）の協力を経て確保された個体がオリバー・リーク（演：カール・テオバルド）により収容下に置かれ神経制御機器を通じて支配されていた。第6話において支配されていたうちの1頭が亀裂調査センター所長ジェームズ・レスター（演：ベン・ミラー）の殺害未遂に至った。第7話でニック・カッターが神経制御機器を無力化した後、捕食動物たちはリークを攻撃して殺害し、スティーブン・ハート（演：ジェームズ・マレー）を殺害、そして他の収容中の生物と共に同士討ちにより全滅した。
第3章では未来の捕食動物が複数回登場した。第1話「ナイルの魔獣」では未来で複数人の兵士を攻撃し、第4話「Gレックス暴走」では実験中の個体が描写された。第8話「絶望の世界」でシリーズに本格復帰し、未来への亀裂に足を踏み入れた調査チーム一行と遭遇し、無数の個体が都市の廃墟に生息している様子が描写された。その後は第9話「未来から来た女」と第10話「サイト333」に登場した。第4章には登場せず、第5章第6話「希望の光」で最後の登場となり、新しい夜明け計画を経て荒廃した未来の地球から現代へ変異した未来の捕食動物が侵入した。

## 評価
未来の捕食動物はシリーズの文化的アイコンとして説明されている。姿を晒すことなく動いて獲物を殺害できる能力は「ほとんど超自然的」とされる。『プライミーバル』に未来の捕食動物が登場したことは、番組史上初の非先史時代の生物の登場となり、シリーズのターニングポイントとなった。捕食動物の最初の登場に伴ってストーリーラインも大きく変化し、タイムパラドックスや、過去改変が現代に及ぼす影響も追求されることになった。また未来の捕食動物を皮切りに、他の未来生物も登場するようになった。未来の捕食動物の初登場回は2012年にDen of Geekのフィリップ・リックレーが実施したランキングにおいてシリーズで4番目に良いエピソードに選出され、未来の捕食動物自体も2013年にCultFixのデイヴィッド・セルビーがシリーズで最高の生物にランク付けした。
未来の捕食動物がシリーズに繰り返し登場していてかつ対処が困難であることから、本生物を『プライミーバル』におけるダーレクとして言及する批評家もいる。『プライミーバル』においてコナー・テンプル役を演じたアンドリュー・リー・ポッツは、未来の捕食動物をシリーズで傑出した生物の1つと考えた。またポッツは捕食動物とダーレクを比較し、未来の捕食動物が遥かに速く動くことができると指摘し、ホラー映画からそのまま出現した生物のように見ていたと語った。ダグラス・ヘンシュオールもまた、捕食動物が特に実際に適切な動物たりえるとも感じたことから、捕食動物のデザインについて素晴らしいと述べた。ダレン・ナイシュは2012年の記事において未来の捕食動物のデザインを賞賛した。ナイシュが高く評価した点は、捕食動物が奇妙な外見を持ちながらも様々な翼手目の特徴を取り入れている点であり、チスイコウモリ亜科と同様の走行方法を具体例として挙げた。
2017年の思弁進化書籍『驚異の未来生物: 人類が消えた1000万年後の世界』では、『アフターマン』のナイトストーカーとともに『プライミーバル』の未来の捕食動物が紹介され、思弁進化ものにおいて地上棲の翼手目が珍しいものでないことが指摘された。また同書では、ナイトストーカーや未来の捕食動物を踏まえた上で二足歩行性の地上棲コウモリである未来生物ノスフェラポダ・キンスキー（Nosferapoda kinskii）が掲載された。2018年に公開された終末もののホラー映画『クワイエット・プレイス』には類似する生物が登場しており、未来の捕食動物と比較されることもあるが、『クワイエット・プレイス』のデザイナーが未来の捕食動物からインスパイアされたかは不明である。